# Sacy-le-Grand
Sacy-le-Grand ist eine französische Gemeinde mit 1578 Einwohnern (Stand 1. Januar 2022) im Département Oise in der Region Hauts-de-France; sie gehört zum Arrondissement Clermont und zum Kanton Pont-Sainte-Maxence.

## Bevölkerungsentwicklung
| Jahr | Bevölkerung |
| ---- | ----------- |
| 1962 | 0829        |
| 1968 | 0869        |
| 1975 | 0930        |
| 1982 | 1152        |
| 1990 | 1232        |
| 1999 | 1316        |
| 2007 | 1355        |
| 2012 | 1400        |
| 2017 | 1542        |